# Byttneria obtusata
Byttneria obtusata là một loài thực vật có hoa thuộc họ Sterculiaceae.
Loài này chỉ có ở Ecuador.
Môi trường sống tự nhiên của chúng là vùng núi ẩm nhiệt đới hoặc cận nhiệt đới.